# 麥特·尼克斯
麥特·尼克斯（英文：Matthew E. "Matt" Nix，1971年9月4日—），美國作家﹑製作人、導演。USA電視台影集火线警告和福斯廣播公司影集神勇雙俠為其知名作品。

## 生平
麥特出生於美國加州洛杉矶，畢業於塞瓦斯托波尔的Analy高中（Analy High School） 。父親菲利普·尼克斯（Philip Nix），母親蘇珊·尼克斯（Susan Nix）。妻子梅琳達·史達爾（Melinda Stahl）。大學畢業於加州大学洛杉矶分校，曾獲校友獎學金。

## 作品
- Complications （2015電視影集） – 創作者、編劇、執行製作人[2]
- Burn Notice: The Fall of Sam Axe （2011電視電影） –  創作者、編劇、執行製作人
- 神勇雙俠 (2010) – 創作者、編劇、執行製作人[3]
- Burn Notice （2007–2013) – 創作者、編劇、執行製作人
- Mementoke (2002短片) – 編劇
- Me and the Big Guy (1999短片) – 編劇
- First Prince (1998短片) – 編劇
- Chekhov's Gun (1997短片) – 編劇
- Mike Feeny's Secret for Success (1997短片) – 編劇

### 火線警告
麥特於2006年夏天創作了電視影集火线警告，影集英文名稱Burn Notice代表情報單位對不信任之特務所列出之黑名單。影集主角探員麥可・威斯登（杰弗里·多诺万飾）遭情報單位遺棄。不知為何被列入黑名單的他，開始以接案方式擔任間諜與調查員，同時希望查明真相。 影集2007年6月28日於USA電視台首播，廣獲好評。劇中其他角色有Gabrielle Anwar飾演的Fiona Glenanne（主角女友）、Bruce Campbell飾演的Sam Axe 、Sharon Gless飾演的Madeline Westen（主角母親），以及第四季中 Coby Bell飾演的Jesse Porter。2010年初製作第四季時宣布影集加拍兩季。 完結篇中，麥特客串演出新聞記者。他也在第一集中聲音客串，說出「我們對你發出火線警告，你被列入黑名單了。」後來成為每集片頭的一部分。影集於2013年9月12日播出完畢。
第四季與第五季之間，火線警告電影Notice: The Fall of Sam Axe於USA電視台播出。麥特編劇並擔任執行製作。電影描述 影集角色Sam Axe擔任美國海軍海豹部隊時的最後任務。

### 神勇雙俠
2010年初，麥特開始於福斯廣播公司製作神勇雙俠，2010年5月19日首播。主角Bradley Whitford飾演前達拉斯警局大偵探Dan Stark，另一位主角Colin Hanks飾演年輕熱血卻照本宣科的警探Jack Bailey，被安排與Dan搭檔。
神勇雙俠原名為Jack與Dan。中間數月稱為Code 58，也就是達拉斯警局的「例行調查」代碼，後一度稱為The Five Eight，最終製作人定名為神勇雙俠。

## 引用
1. ↑   (PDF). March 2015  [24 May 2015]. （原始内容存档 (PDF)于2015-08-10）.
2. ↑  .   [2016-02-15]. （原始内容存档于2015-08-18）.
3. 1 2  Wilonsky, Robert. . Unfair Park (Dallas Observer). February 9, 2010  [March 6, 2010]. （原始内容存档于2012-10-05）.
4. ↑  Dempsey, John; Adalian, Josef. . Variety. February 27, 2007  [December 20, 2010]. （原始内容存档于2012-11-07）.
5. ↑  . TV by the Numbers. 2010-04-15  [2010-05-09]. （原始内容存档于2010-04-21）.
6. ↑  Wilonsky, Robert. . Unfair Park (Dallas Observer). February 7, 2010  [March 6, 2010]. （原始内容存档于2012-10-05）.
7. ↑  Levin, Gary. . USA Today. May 13, 2010  [May 14, 2010]. （原始内容存档于2011-12-17）.

## 外部連結
- Matt Nix
- Matt Nix在互联网电影资料库（IMDb）上的資料（英文）